# Comunidad de aglomeración Lannion-Trégor Comunidad
La Comunidad de aglomeración Lannion-Trégor Comunidad o Lannion-Trégor Comunidad en francés original, es una estructura intercomunal que concentra la comuna de Lannion (Francia) y otras 19 comunas.

## Composición
La aglomeración está compuesta por 20 comunas:
| - Kermaria-Sulard - Lannion - Louannec - Plestin-les-Grèves - Pleumeur-Bodou - Ploubezre - Ploulec'h - Ploumilliau - Plouzélambre - Plufur | - Rospez - Saint-Michel-en-Grève - Saint-Quay-Perros - Trébeurden - Trédrez-Locquémeau - Tréduder - Trégastel - Trélévern - Trémel - Trévou-Tréguignec |  |